# Дуэль (повесть)
«Дуэ́ль» — одна из самых больших по размеру повестей Антона Павловича Чехова. Впервые опубликована в 1891 году в газете «Новое время». Действие повести происходит на Кавказе на берегу Чёрного моря.

## Работа над повестью
Первое упоминание о замысле, очень напоминающем сюжет «Дуэли», находится еще в письме Чехова 1888 года. Через несколько месяцев после поездки по Кавказу, в ноябре 1888 года Чехов писал А. С. Суворину: «Ах, какой я начал рассказ! <…> Пишу на тему о любви. Форму избрал фельетонно-беллетристическую. Порядочный человек увёз от порядочного человека жену и пишет об этом своё мнение; живёт с ней — мнение; расходится — опять мнение. Мельком говорю о театре, о предрассудочности „несходства убеждений“, о Военно-Грузинской дороге, о семейной жизни, о неспособности современного интеллигента к этой жизни, о Печорине, об Онегине, о Казбеке». Работа над повестью была начата в конце 1890 года, сразу же по возвращении Чехова с Сахалина в Москву. Бельгийский писатель Д. Жиллес в биографии «Чехов, или разочарованный зритель», замечал по поводу этой повести, что в последние месяцы 1891 года «слабая нотка надежды проскользнула в чеховском скептицизме: он, конечно, не примкнул ни к какой доктрине, но теперь ему казалось, что научные открытия, особенно медицинские, смогут облегчить человеческую участь… Он не стал тем не менее сциентистом, ибо для него, кроме науки, существовали и другие ценности: красота, культура, изящество мысли».

## Издания
Повесть А. П. Чехова была впервые напечатана в 1891 году в газете «Новое время», в номерах № 5621, 5622, 5624, 5628, 5629, 5635, 5642, 5643, 5649, 5656, 5657 от 22, 23, 25, 29, 30 октября, 5, 12, 13, 19, 26, 27 ноября с подписью Антон Чехов. В 1892 году печаталась отдельным изданием А. С. Суворина, позднее вошла в собрание сочинений А. П. Чехова, издаваемое А. Ф. Марксом. При жизни писателя в 1892—1899 годах издавалась девять раз отдельным изданием.

## Персонажи
- Основные персонажи:
  - Иван Андреевич Лаевский — молодой человек лет двадцати восьми, для которого характерна бессознательная ложь[3]. Как пишет А. М. Скабичевский, он «нравственно распущенный и чувственный ленивец и бабник, … печальное наследие крепостного права»[4]. В конце повести с ним происходит метаморфоза, и он становится «примерным гражданином».
  - Надежда Фёдоровна — сожительница Лаевского. По мнению А. Л. Волынского, она «грешница низшего разбора», изображена «тонко, умно и искусно»[5].
  - Николай Васильевич фон Корен — молодой зоолог. Натура твёрдая, но с идеалами несколько деспотическими[3]. Позитивист, транслирующий взгляды Г. Спенсера о всесилии естественного отбора[6], точнее, низводящий их до призыва уничтожать «выродков».
- Второстепенные персонажи «Дуэли» не остановили на себе особого внимания критики. Хотя некоторые отмечали, что автор «мастерски», «живо», «прекрасно» изобразил второстепенных персонажей повести с их «ясной, простой душевной жизнью»[1]. Впоследствии кинематографическая традиция экранизаций повести глубже разработала их образы, сделав такими же яркими и запоминающимися, как и главные герои.
  - Александр Давидович Самойленко — военный доктор.
  - Дьякон Победов — только что закончивший семинарию юноша.
  - Егор Алексеевич/Илья Михайлович Кирилин — офицер, любовник Надежды Фёдоровны.

## Критика
Известный чеховский зоил Скабичевский писал: «Сила художественного таланта Чехова — в мастерской обрисовке характеров, но мысли, проводимые им в последних произведениях, поражают своим убожеством. От конца повести веет фальшью и пошлостью». Литературный критик Дерман А. Б. утверждает, что в произведении «чувствуется отсутствие внутреннего убеждения автора в силе той догмы, которой он чисто насильственно подчинил действия своих героев, и отсюда безжизненность, схематичность и скомканность финала». К числу чеховских неудач причислял «Дуэль» и Д. Мирский:

Отсутствие индивидуальности у персонажей особенно заметно, когда Чехов заставляет их подолгу рассуждать на абстрактные темы. Чехов не «чувствовал идей», и его герои — когда им предоставляют слово — говорят бесцветным и скучным газетным языком. Особенно такими разглагольствованиями испорчена «Дуэль».
Бердников Г. П. отмечает отход Чехова от «толстовского морализма», и проявление психологического анализа, «восходящий к толстовской „диалектике души“». По мере раскрытия внутреннего мира Лаевского и Надежды Федоровны выявляется «всё более острый конфликт каждого со своей совестью», и этот конфликт, по мнению литературоведа, подготавливает, обосновывает духовный очистительный кризис, который переживают они в ночь накануне дуэли.

## Экранизации
- Дуэль (СССР, 1961) режиссёры Татьяна Березанцева, Лев Рудник
- Дуэль (Великобритания, 1963), режиссёр Чарльз Джэрротт (сериал «Фестиваль»)
- Дуэль (ТВ) (ФРГ), режиссёр Ханс Швайкарт[нем.]
- Плохой хороший человек (СССР, 1973), режиссёр Иосиф Хейфиц, съёмки в Евпатории, и Гагре
- Дуэль (2010, режиссёр Довер Кошашвили, съёмки в Хорватии)
- Несут меня кони… (1996, режиссёр Владимир Мотыль, по мотивам — действие перенесено в современность)